# Daniszewo (gromada)
Daniszewo (do 31 XII 1960 Pilichówko) – dawna gromada, czyli najmniejsza jednostka podziału terytorialnego Polskiej Rzeczypospolitej Ludowej w latach 1954–1972.
Gromady, z gromadzkimi radami narodowymi (GRN) jako organami władzy najniższego stopnia na wsi, funkcjonowały od reformy reorganizującej administrację wiejską przeprowadzonej jesienią 1954 do momentu ich zniesienia z dniem 1 stycznia 1973, tym samym wypierając organizację gminną w latach 1954–1972.
Gromadę Daniszewo siedzibą GRN w Daniszewie utworzono 1 stycznia 1961 w powiecie płockim w woj. warszawskim w związku z przeniesieniem siedziby GRN gromady Pilichówko z Pilichówka do Daniszewa i zmianą nazwy jednostki na gromada Daniszewo.
Gromada Daniszewo funkcjonowała zaledwie przez jeden rok. 31 grudnia 1961 gromadę zniesiono, włączając jej obszar do gromad: Góra (wsie Majdany i Włóki) i Bulkowo (wsie Daniszewo, Gniewkowo, Nadółki, Pilichowo i Pilichówko) w tymże powiecie.